# 1383 en Angleterre
Chronologie de l'Angleterre
- 1379
- 1380
- 1381
- 1382
- 1383
- 1384
- 1385
- 1386
- 1387

Cette page concerne l'année 1383 du calendrier julien.

## Naissances en 1383
- 30 avril : Anne de Gloucester, comtesse de Stafford, de Northampton et d'Eu
- 17 septembre : Thomas Chalers, member of Parliament pour le Cambridgeshire
- 8 décembre : Robert Corbet, member of Parliament pour le Shropshire
- Date inconnue : 
  - John Bowes, speaker de la Chambre des communes
  - Gilbert Talbot, 5e baron Talbot et 8e baron Strange de Blackmere

## Décès en 1383
- 12 janvier : John de Mowbray, 1er comte de Nottingham, 5e baron Mowbray et 6e baron Segrave (en)
- 19 janvier : Nicolas Burnell, 1er baron Burnell
- 16 octobre : Béatrice Mortimer, baronne Brewes
- 7 décembre : Roger de Kirton, sergent
- 24 décembre : Hugh Dacre, 4e baron Dacre
- Date inconnue : 
  - John Delamare, chevalier
  - Walter Devereux, chevalier
  - William de Karlell, administrateur
  - Peter Mauley, 4e baron Mauley
  - John de Southeray, bâtard royal